# 胡湘蘭
胡湘蘭，江南人，清朝政治人物。举人出身。
乾隆五十六年四月，擔任清朝廣東省潮州府豐順縣知縣乾隆五十六年四月到任。后由秦泰接任。